# Agrotis submuscosa
Agrotis submuscosa là một loài bướm đêm trong họ Noctuidae.